# 22623 Фізіко
22623 Фізіко (22623 Fisico) — астероїд головного поясу, відкритий 22 травня 1998 року.
Тіссеранів параметр щодо Юпітера — 3,549.